# Cipondok (Sukaresik)
Cipondok is een bestuurslaag in het regentschap Tasikmalaya van de provincie West-Java, Indonesië. Cipondok telt 5629 inwoners (volkstelling 2010).